# Fuerte de Agra
El fuerte de Agra, también llamado Lal Qila, fuerte Rojo de Agra o simplemente fuerte Rojo, aunque no debe confundirse con el Fuerte rojo de Delhi, está ubicado en la orilla oeste del río Yamuna en la ciudad de Agra, estado de Uttar Pradesh, en la India, 2,5 km al noroeste del Taj Mahal.
El fuerte, construido en piedra de arenisca roja (a lo que se debe el nombre), por el emperador mogol Akbar entre 1565 y 1573, puede ser descrito con mucha más exactitud como un palacio amurallado, que encierra en su interior un impresionante conjunto de palacios y edificios señoriales con estilos arquitectónicos que varían desde la complejidad de lo construido por el emprerador Akbar hasta la simplicidad de lo construido por su nieto Shah Jahan y rodeado de un profundo foso que se llenaba de agua del río Yamuna.

## Descripción
Se accede a este impresionante complejo a través de la "puerta Amar Singh", encontrándonos una vez dentro, a la derecha, el "Jahangiri Mahal", único palacio que data del reinado de Akbar, junto al que está el "Khas Mahal", un exquisito salón de mármol blanco con techos bellamente pintados, típico de la arquitectura del reinado de Shah Jahan y dos pabellones dorados con el característico tejado de las casitas bengalíes.
Desde el año 1983 está considerado como Patrimonio de la Humanidad por la Unesco.
Esta es la fortaleza más importante de la India. Los grandes emperadores del Imperio mogol —Babur, Humayun, Akbar, Jahangir, Shah Jahan y Aurangzeb— vivieron y gobernaron desde aquí. Contuvo el tesoro estatal. Fue visitado por los embajadores extranjeros, los viajeros y los dignatarios más altos que participaron en la historia de la India.

## Galería de imágenes

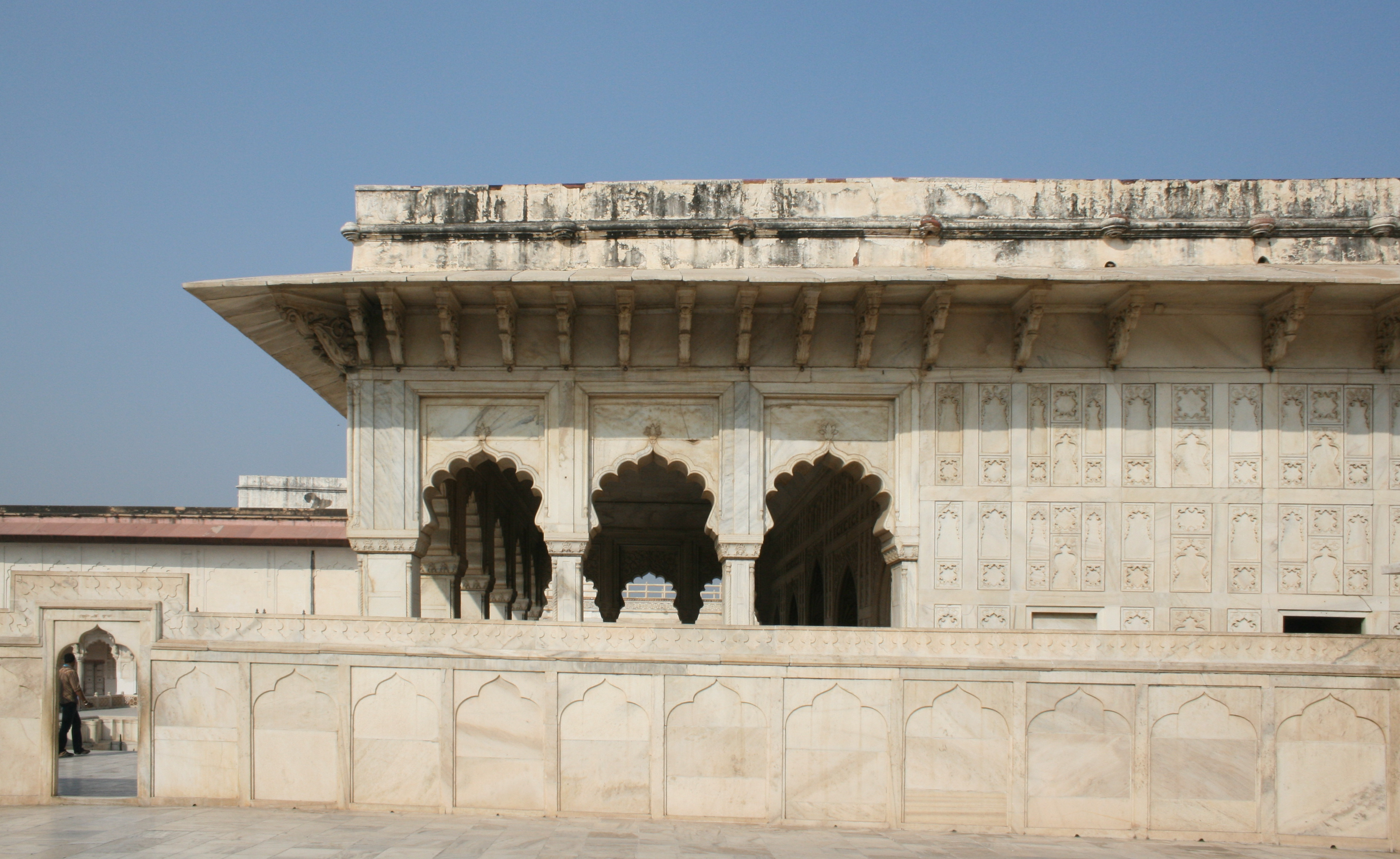
Exterior de Khas Mahal, residencia real dentro del fuerte.
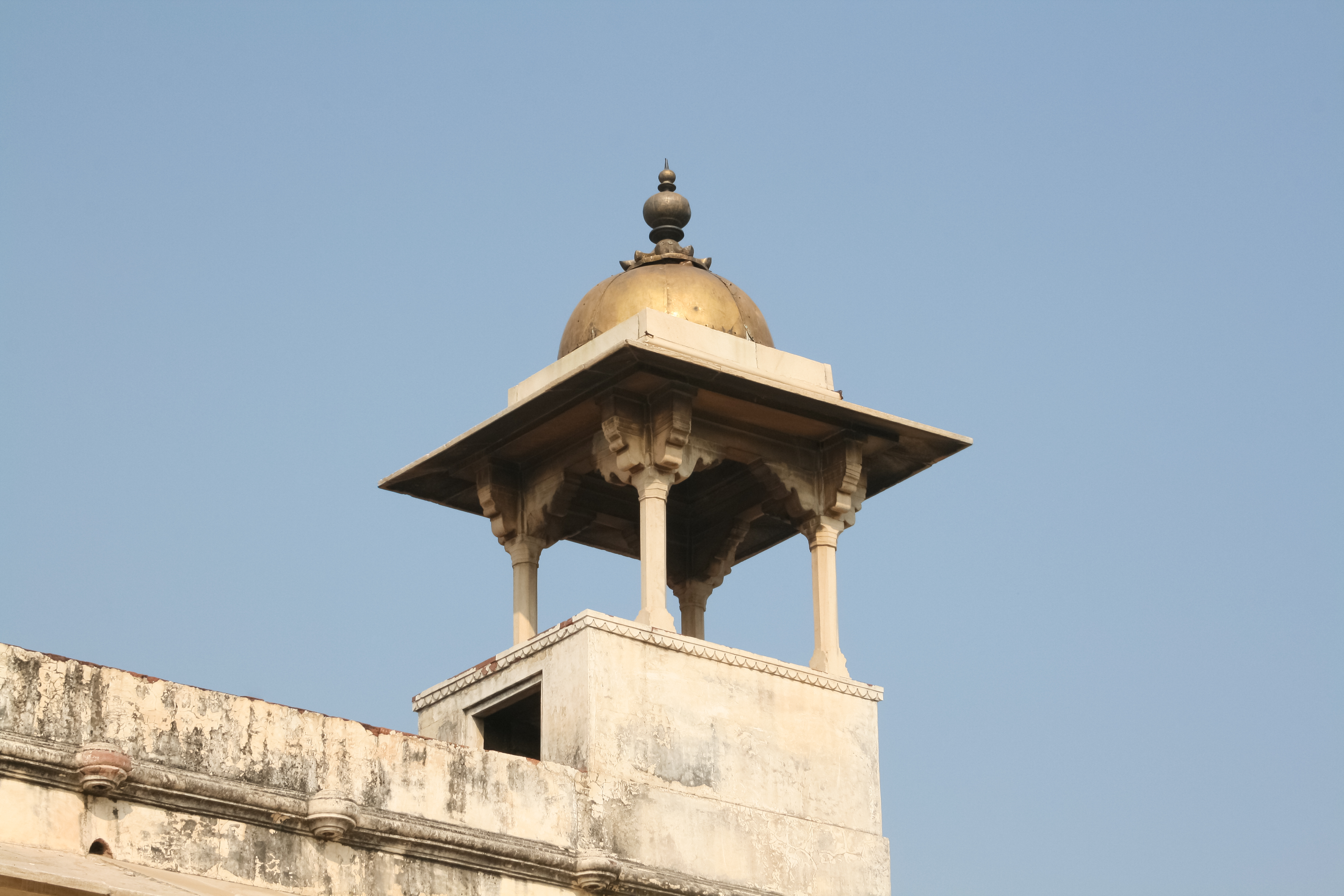
Cúpula de Khas Mahal.
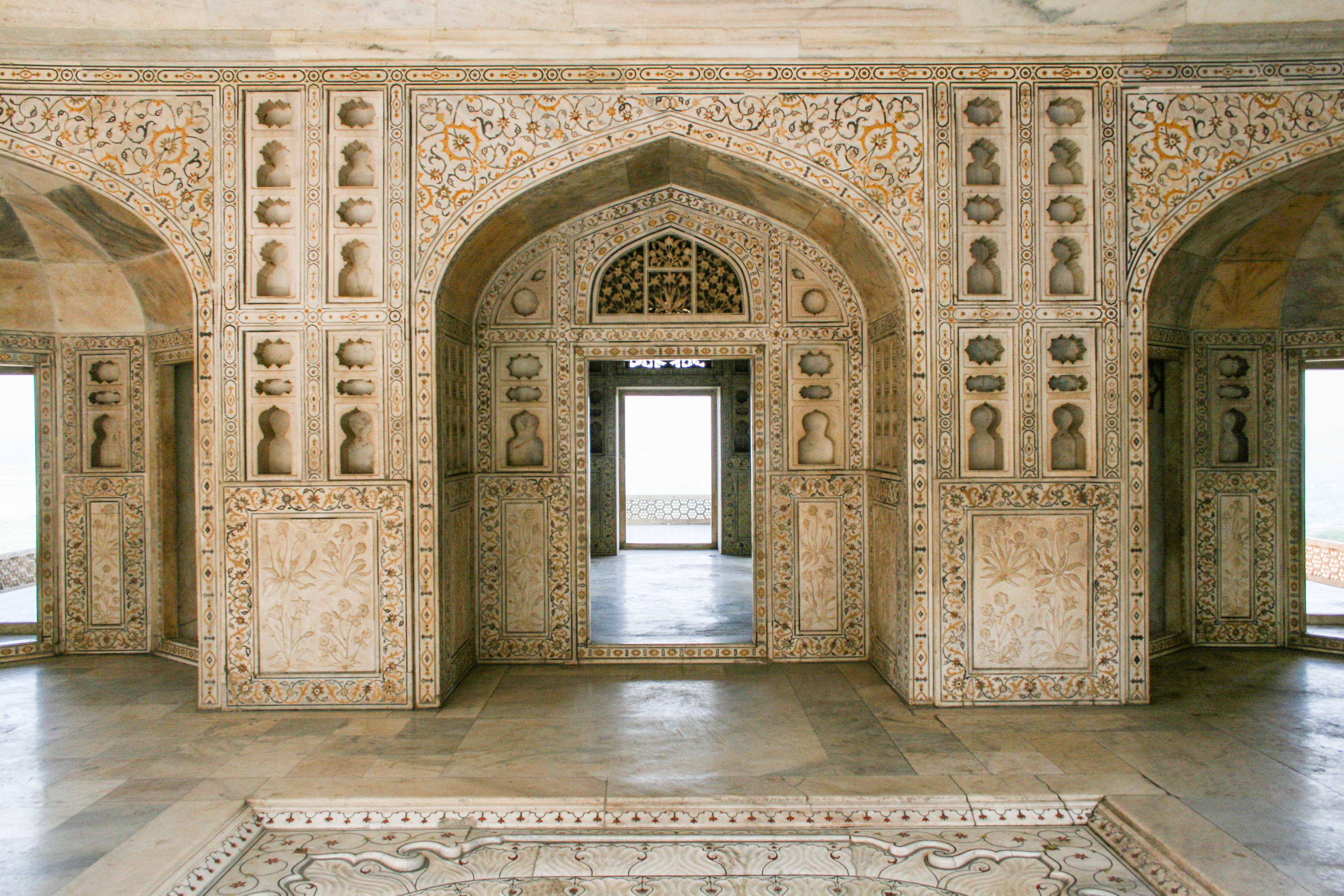
Interior de Musamman Burj
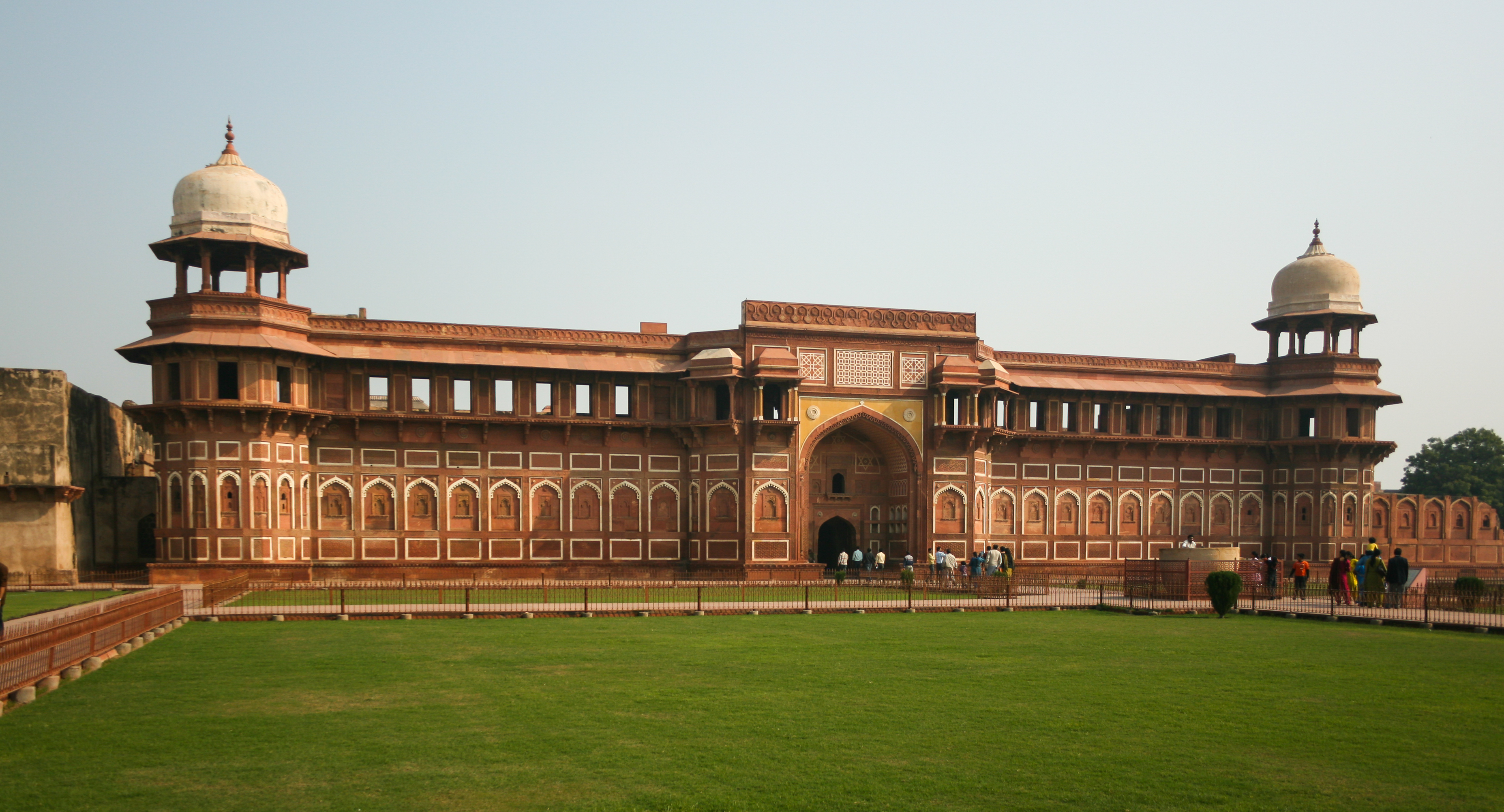
Vista exterior de Jahangiri Mahal, zenana principal del fuerte.
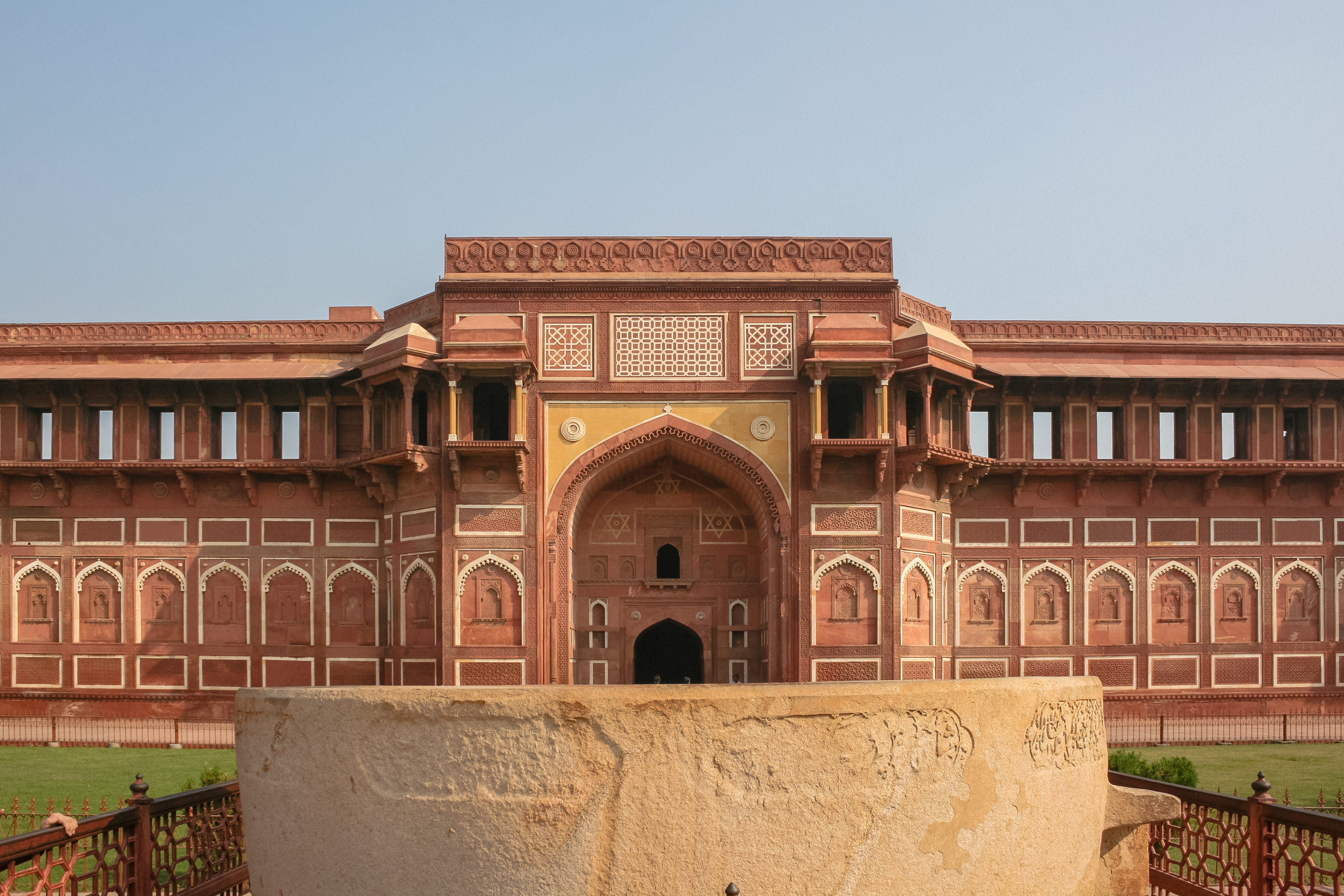
Jahangiri Mahal.
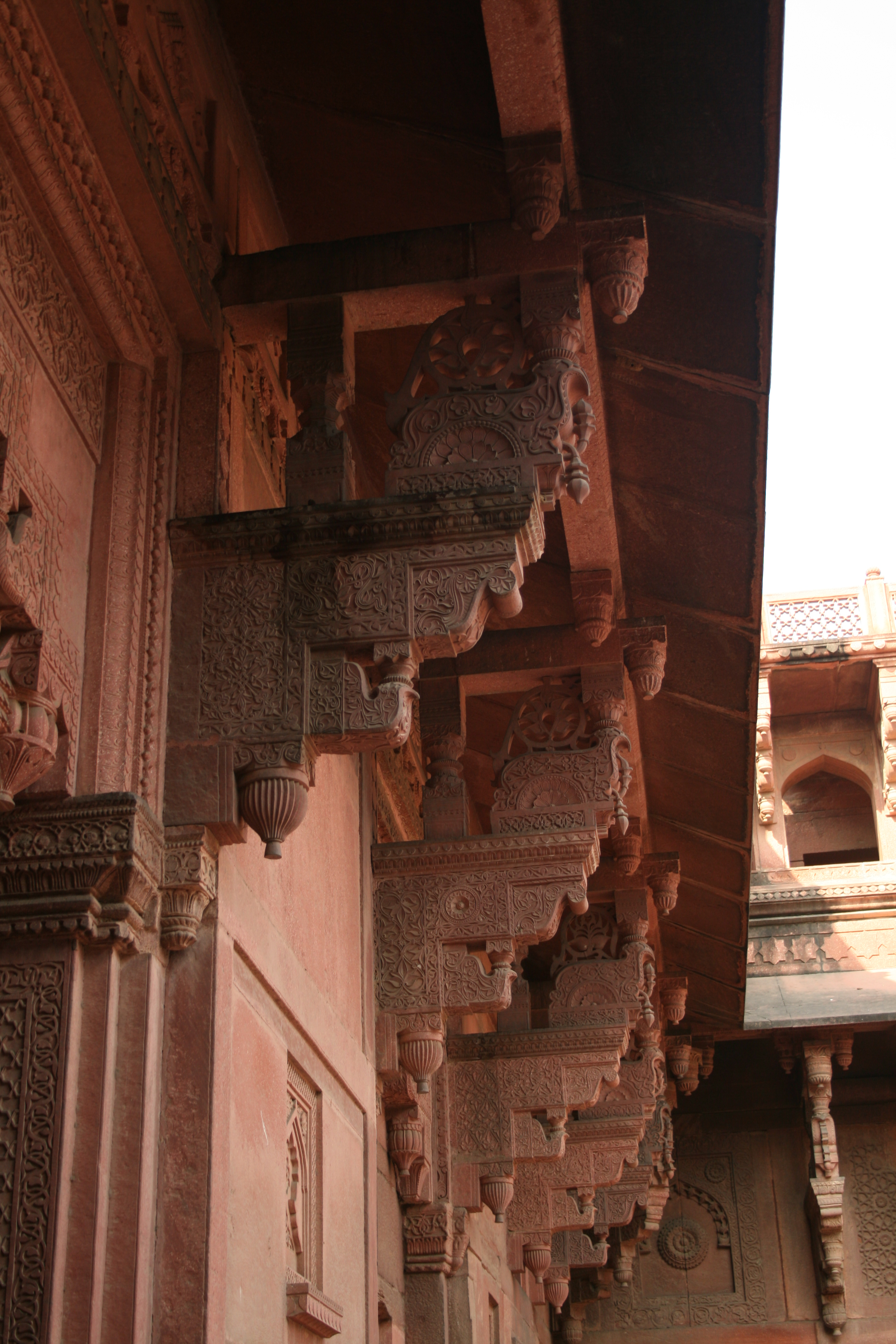
Detalle de la arquitectura en Jahangiri Mahal.
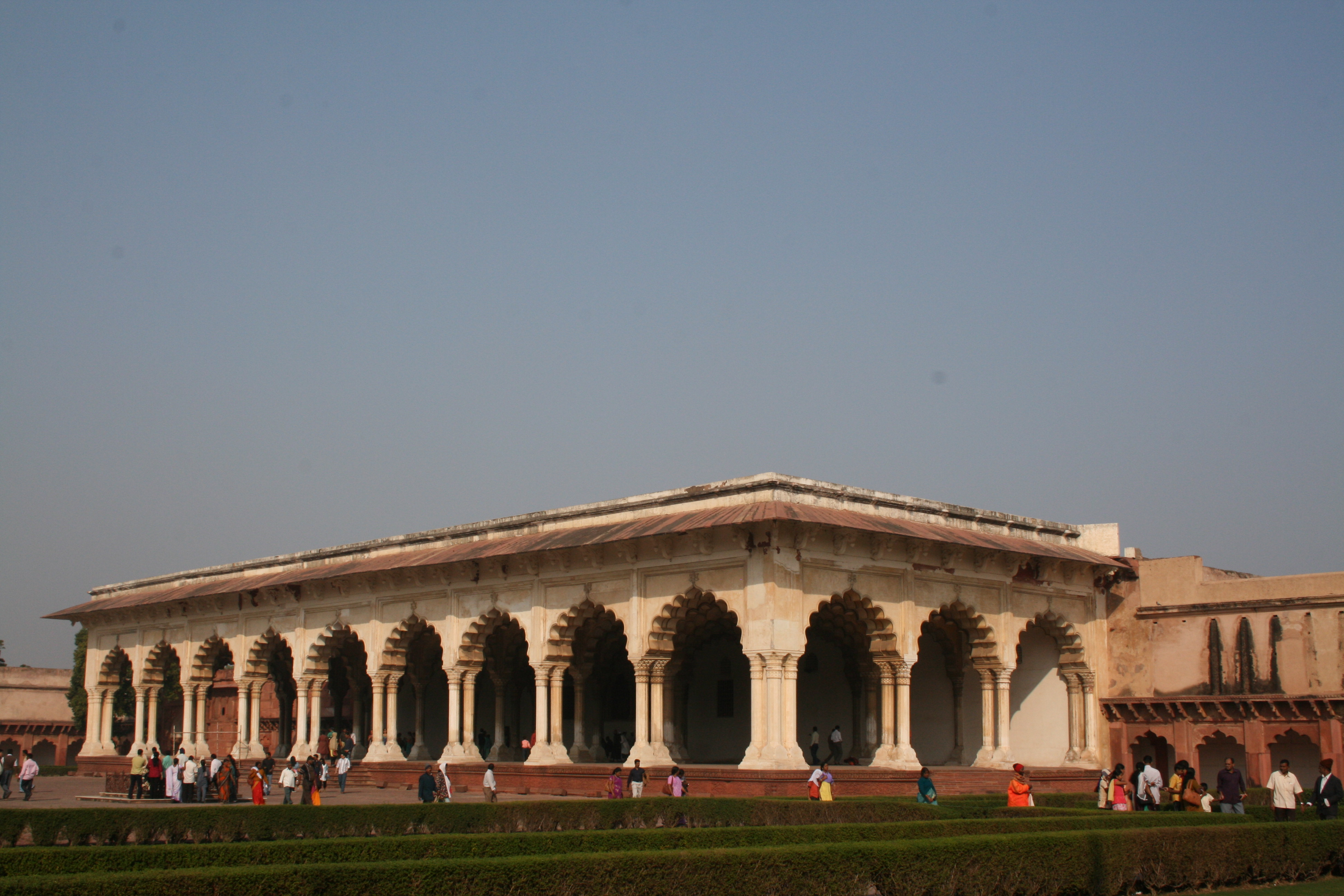
Diwan-i-Am.
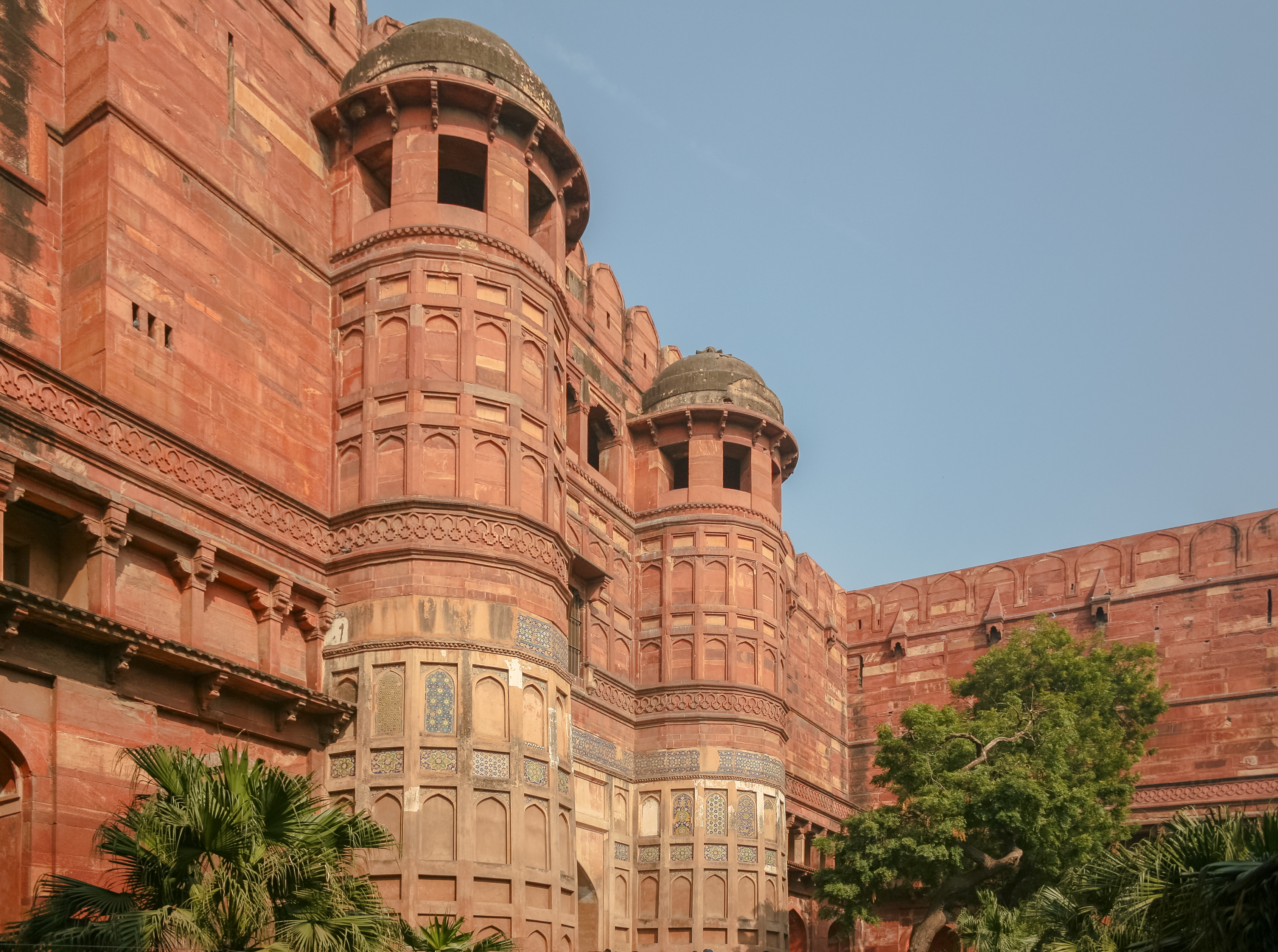
Entrada principal.
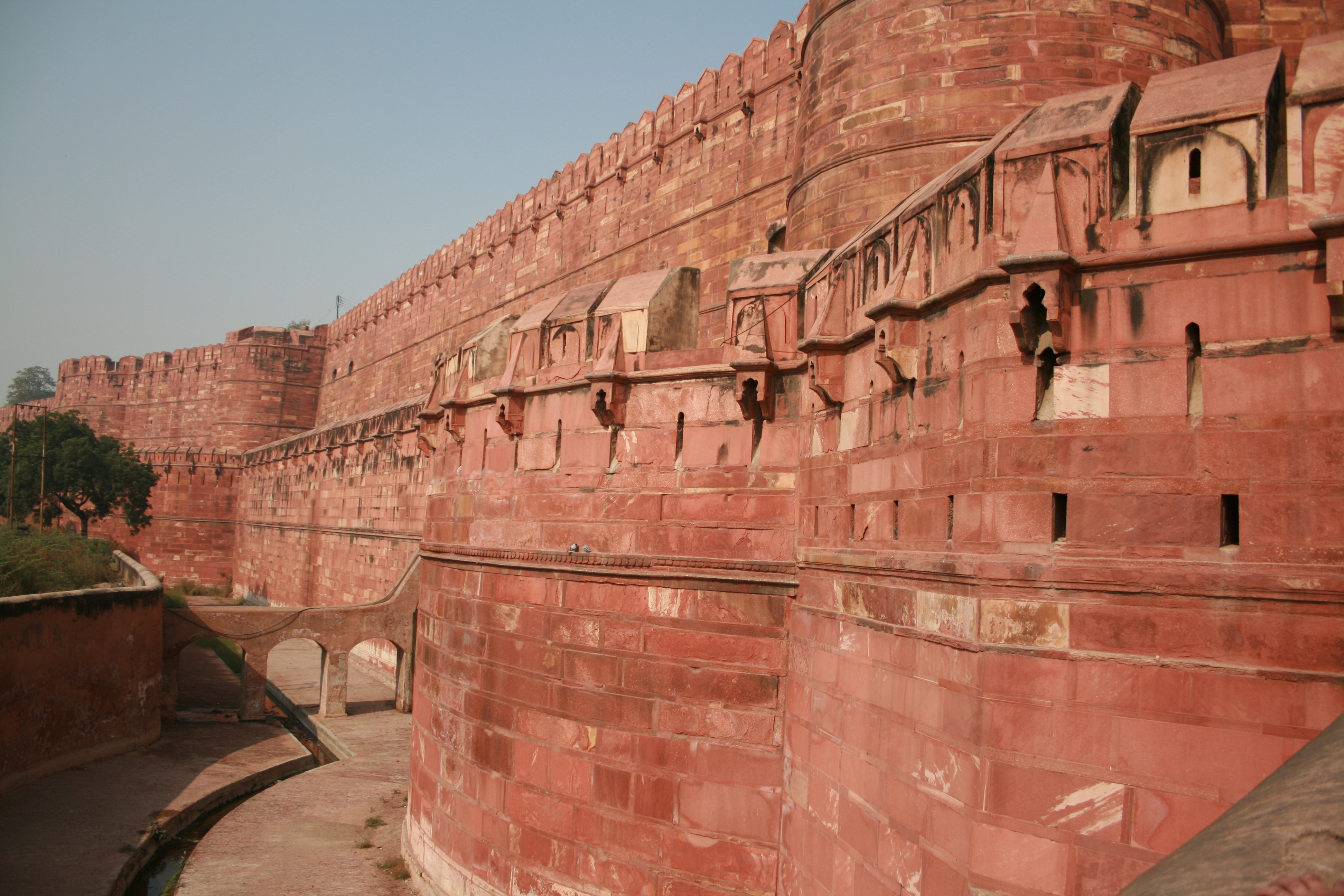
Muros del fuerte.
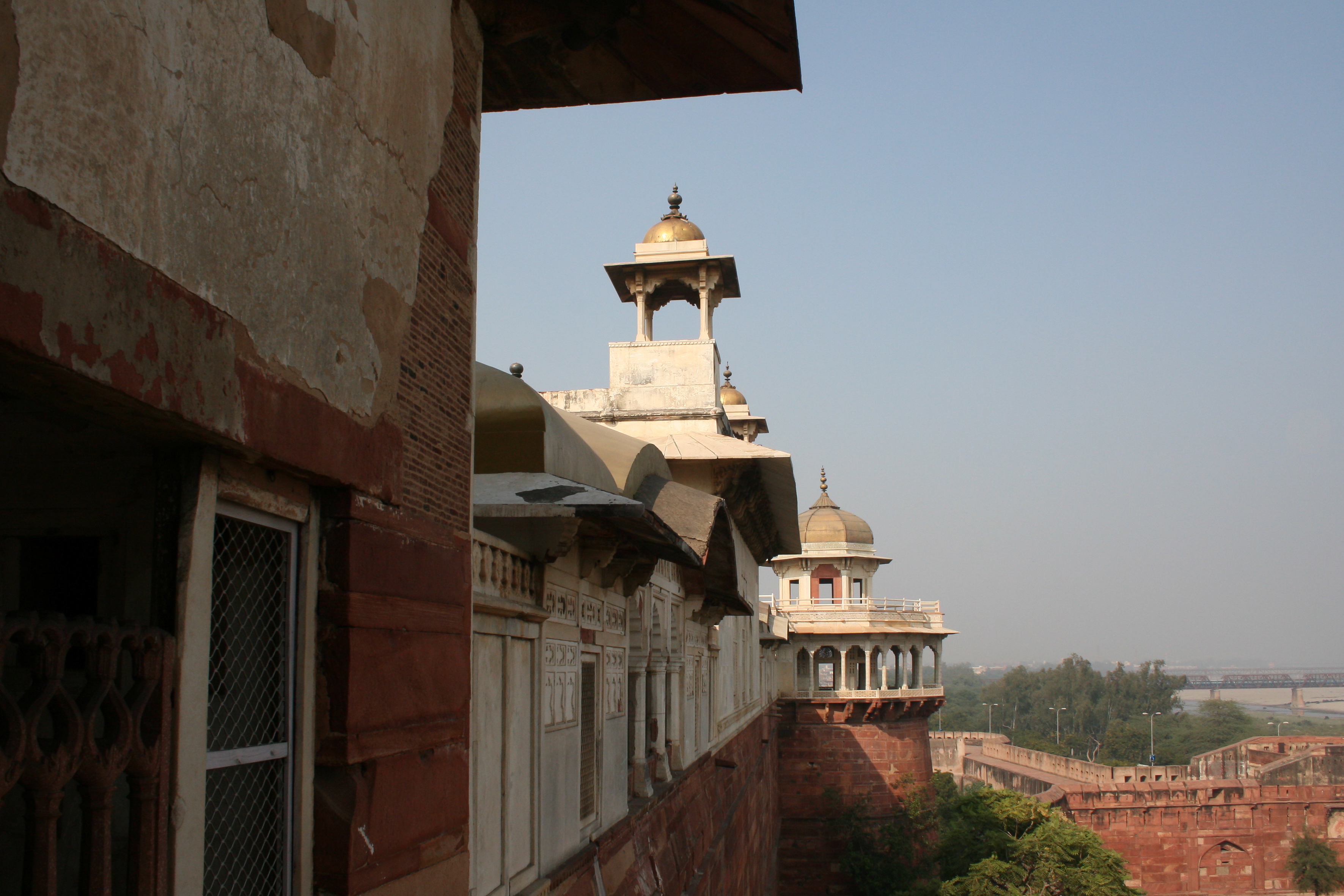
Fuerte rojo. Vista exterior